# Амораи
Амора́и (мн. ч. ивр. אָמוֹרָאִים‎, амораи́м; ед. ч. иуд.-арам. אמורא‎, а́мора — «говорящий; произносящий») — законоучители и лидеры еврейского народа, жившие в период после завершения Мишны (начало III века) и вплоть до завершения как Иерусалимского (IV век), так и Вавилонского (V век) Талмудов.
Амораи выступают как толкователи учения таннаев, их высказывания и логические построения, посвящённые анализу Мишны, составили Гемару. Всего в Талмуде упомянуто 1932 аморая.
Преемниками амораев были савораи.

## Список амораев
В данный список входят еврейские законоучители периода амораев, распределённые по поколениям и по географическому признаку — мудрецы земли Израиля и мудрецы Вавилона (Персии).
Принято условно делить период амораев на 9 поколений (первое из которых является переходным от таннаев к амораям следующим образом:

### Переходное поколение: 200—220 гг. н. э.
- Бар Каппара
- Гамлиэль Третий бе-рабби Йеуда а-Наси
- Леви бен-Сиси
- Ошая Раба
- рабби Хийя
- рав Шела
- Шимон бе-рабби Йеуда а-Наси

### Первое поколение: 220—250 гг. н. э.

#### Израиль
- рабби Йеошуа бар Леви
- рабби Йеуда Несия первый
- рабби Ханина бар Хама
- рабби Янай

#### Вавилон
- Мар Уква первый
- Рав
- Шмуэль

### Второе поколение: 250—290 гг. н. э.

#### Израиль
- Шимон бен Лакиш (Реш Лакиш)

### Третье поколение: 290—320 гг. н. э.

#### Вавилон
- р. Шешет

### Четвёртое поколение: 320—350 гг. н. э.

#### Вавилон
- рав Мари бар Рахель

### Пятое поколение: 350—375 гг. н. э.

#### Вавилон
- Амеймар

Окончание записи Иерусалимского талмуда. Следующие три поколения относятся только к еврейским законоучителям Вавилона (Персии).

### Шестое поколение: 375—425 гг. н. э.
- Мар Зутра I; 28-й экзиларх (401—409)[4]
- рав Аха бар Рава
- рав Аши
- рав Гевиха из Бей Катил
- рав Йеймар
- Равина первый
- Рафрам первый

### Седьмое поколение: 425—460 гг. н. э.
- Мар бар рав Аши
- Рафрам второй

### Восьмое поколение: 460—500 гг. н. э.
- Раба Тосафаа
- Равина второй
- рав Йосей

Окончание записи Вавилонского талмуда. Переход к периоду Савораим.